# Pegoscapus obscurus
Pegoscapus obscurus är en stekelart som först beskrevs av Kirby 1890.  Pegoscapus obscurus ingår i släktet Pegoscapus och familjen fikonsteklar. Inga underarter finns listade i Catalogue of Life.